# Jimmy Bain
Jimmy Bain (születési nevén James Stewart Bain; Newtonmore, Skót-felföld, 1947. december 19. – 2016. január 23.) skót zenész volt, akit a legtöbben a Rainbow és a Dio basszusgitárosaként ismernek. Ezenkívül olyan ismert zenészekkel is dolgozott együtt, mint a Thin Lizzy frontembere Phil Lynott vagy Gary Moore. Pályafutása során többször is komoly alkohol- és drogproblémákkal küzdött, majd 2016. január 23-án tüdőrákban hunyt el.

## Életrajz
Bain Newtonmore-ban, Highland-ban (Skócia) született, és több amatőr zenekarban is megfordult tinédzseréveiben. A szülei és a fiatalabb testvérek Vancouverbe költöztek, míg Bain ez idő alatt csatlakozott a "Street Noise" zenekarhoz. Egy rövid tartózkodás erejéig Kanadába költözött a családjához, majd még mielőtt visszatért volna Skóciába beszállt a "Harlot" zenekarba. A pezsgő londoni zenei élet miatt a brit fővárosba tették át székhelyüket, Bain pedig a The Babys együttessel is dolgozott egy rövidebb ideig. A Harlot egyre több koncertet adott, gyakran léptek fel a híres The Marquee klubban is. Az egyik fellépésen látta őket Ritchie Blackmore , aki megkérte hogy csatlakozzon a zenészeket kereső Rainbow együtteséhez. Első közös munkája a Rising album lett, ami 1976 májusában jelent meg. Ezzel egyidőben szerepelt Mike Montgomery szólóalbumán is. A "Rising" lemez kiadását egy világkörüli turné követte, mely során az On Stage koncertalbum is rögzítésre került. Később 1990-ben, Live in Germany címmel egy újabb koncertanyag is megjelent a turnéról. 1977 januárjában azonban Bain-t Blackmore elbocsájtotta a zenekarból, de nem sokkal később már Europában turnézott John Cale társaságában.
1978-ban David Kubinec Some Things Never Change című anyagán bukkant fel, majd megalapította a Wild Horses zenekart. A hard rock formáció vezető énekese, dalszerzője és basszusgitárosa Bain lett, míg a gitáros/énekes a Thin Lizzy egykori tagja Brian Robertson, a dobos Clive Edwards (Pat Travers, Uli Jon Roth's Electric Sun), a másik gitáros pedig Neil Carter (UFO, Gary Moore) lett. Első albumukat Wild Horses címmel 1980-ban adták ki az EMI gondozásában. A folytatás 1981-ben jött ki Stand Your Ground címmel, amin már egy megváltozott felállás hallható, mivel Carter helyét John Lockton (ex-The Next Band) váltotta fel. A Wild Horses albumain Bain nem csak énekelt és basszusgitározott, hanem időnként a ritmusgitárt, és a billentyűs hangszereket is kezelte. A két album csak mérsékelt sikert aratott, ezért a zenekar kezdett szétesni. Robertson a következő évben csatlakozott a Motörheadhez, míg Edwards a korábbi Whitesnake gitáros Bernie Marsden  "S.O.S." formációjának lett a tagja. A Wild Horses utolsó felállását Bain a korábbi Lautrec együttes tagjaival pótolta. Reuben Archer lett az énekes, Laurence Archer a gitáros, Frank Noon (ex-The Next Band) a dobos. Ez a felállás sem bírta sokáig, így a zenekar három év után 1981-ben feloszlott.
Bain már a Wild Horses működésének utolsó fázisaiban is elkezdett dolgozni különböző zenészekkel. 1979-ben a Thin Lizzy Black Rose: A Rock Legend albumán basszusozott a "With Love" című session felvételen, míg 1980-ban Phil Lynott Solo in Soho albumán is részt vett. Itt a "Girls" dalban volt szerző és játszott zongorán. A Thin Lizzy vezetőjével ezután sem szakadt meg a kapcsolata, az 1982-es The Philip Lynott Album felvételein szintén részt vett. Vokál és basszusgitár játéka a "The Man's a Fool" és az Old Town dalokban hallható, mely utóbbinak a szerzője is egyben Lynott mellett. Ezt a dalt 1999-ben feldolgozta a The Corrs és az előadásukban világszerte nagy sikert aratott. Phil Lynott turnéra is indult a szólóalbumaival, amelyek során Bain is vele tartott. A koncerteken a billentyűs hangszereket kezelte. Lynott mellett egyéb projektekben is részt vett ekkoriban. A Family progresszív rock együttes korábbi frontemberével Roger Chapmanel, és Roy Harperrel is zenélt együtt. 1982-ben Kate Bush The Dreaming albumán szerepelt három szám erejéig. Az album főleg Angliában aratott sikereket, ahol 3. lett a listán és ezüstlemez lett.
1983-ban Gary Moore mellé szegődött és feljátszotta a gitárvirtuóz Dirty Fingers című albumát. Ezt követően Ronnie James Dio a korábbi Rainbow és Black Sabbath énekes kérte fel, hogy csatlakozzon az alakuló félben lévő szólózenekarához. Bain korábban már zenélt együtt az énekessel a Rainbow soraiban, ezért örömmel fogadta el a felkínált lehetőséget. A Dio névre keresztelt együttes Vivian Campbell gitárossal és Vinny Appice dobossal lett teljes.  Első albumuk a Holy Diver 1983 májusában jelent meg, melyet gyorsan követett az 1984-es The Last in Line és az 1985-ös Sacred Heart. Az albumok az egyik legnépszerűbb és leglátványosabb koncerteket adó heavy metal együttessé tették a zenekart, amelyben Bain nemcsak basszusgitárosi képességeit, de dalszerzői tehetségét is bizonyíthatta. A zenekar egyik fő dalszerzője volt, többek között olyan dalokban volt benne a keze, mint a Rainbow in the Dark, a Holy Diver vagy a The Last in Line. 1984-ben a német Scorpions hard rock együttes lemezfelvételre invitálta Baint, aki a Love At First Sting album basszustémáit fel is játszotta a zenekar számára. Rudolf Schenker azt akarta, hogy teljes jogú tagként csatlakozzon a zenekarhoz, mivel elmondása szerint „Úgy éreztük, valami friss felfogású játékosra lenne inkább szükségünk, így került képbe Jimmy Bain, akit a korai idők óta ismertünk, és Herman Rarebell dobta be az ötletet, hogy akár ki is próbálhatnánk." Bain az ABBA Polar stúdiójában játszotta fel a részeket, miközben Francis Buchholz még a Scorpions tagja volt. A német együttes menedzsmentje viszont ragaszkodott hozzá, hogy a zenekar ne váljon nemzetközi tagságú zenekarrá. Végül az együttes tagjai is rendezték korábbi nézeteltéréseiket Buchholz-al, és már az ő játékával újravették az anyagot. Bain basszus szalagjait törölték, és ezt követően is maradt a Dio tagja.
Az 1980-as évek közepére a szórakoztató közösség egyre inkább aktívvá vált, hogy felhívja a figyelmet a világ jótékonysági szervezeteire. Bain és Vivian Campbell szintén részt vett egy 48 órás jótékonysági Radiothon-on, ahol kifogásolták, hogy a keményebb zenék képviselői alacsony számban vannak jelen. 1985-ben Bain megalapította a Hear ’n Aid projektet, amelyben a hard rock és heavy metal ismert előadóit kívánta bevonni. Vivian Campbell és Ronnie James Dio társaságában megírta a Stars című dalt, amelyet az A&M Records stúdiójában vettek fel. A felvételről dokumentumfilm is készült, ami a dallal együtt 1986. január 1-jén jelent meg. A dalt a We Are the World heavy rock változataként is szokás emlegetni. A Hear ’n Aid projekthez számtalan ismert rock és metal zenész adta a nevét, mely során egy év alatt 1 millió dollárt gyűlt össze. A bevételekkel az Afrikában dúló éhínség megfékezése volt a cél. Bain az összes bevételét odaadományozta az egyik kedvenc jótékonysági szervezetének, a Children of the Nightnak. A jótékonysági munkák után ismét a Dio zenekarra koncentrált, 1986-ban az Intermission majd 1987-ben a Dream Evil lemezek jelentek meg. 1989-ben kilépett a Dio zenekarból, az év őszén Mandy Lion énekesnővel megalapította a "World War III" zenekart. 1991-ben adták ki a zenekar nevét viselő albumot, de ezután a zenekar feloszlott. Nem sokkal később "The Key" néven hozott létre egy formációt, amely a kereskedelmi szempontokat figyelembe véve sokkal dallamosabb megközelítésű lett. A projekt gitárosa Tracy G lett, aki korábban a "World War III" tagja volt Bain mellett, később pedig a Dio gitárosa lett. Ez a formáció is gyorsan megszűnt, és a 90-es évek nagy részét Bain inaktívan töltötte.
2000-ben aktiválta magát, és újra csatlakozott a Dio zenekarhoz. Még ezévben megjelent a Magica album, amelyen újra hallható Bain játéka. A folytatás 2002-ben következett Killing the Dragon címmel, majd ezt követően 2004-ben ismét elhagyta a zenekart. 2005-ben ismét Vinny Appice társaságában kezdett el zenélni, csatlakozva a dobos "The Hollywood All Starz" és "3 Legged Dogg" projektjeihez. A Hollywood All Starz kizárólag koncerteket adott, ahol a projektben megforduló zenészek (például Carlos Cavazo – Quiet Riot) legismertebb dalait adták elő. A "3 Legged Dogg" viszont 2006-ban egy albumot is kiadott Frozen Summer címmel. Hamarosan azonban mindkét projektnek vége szakadt Appice távozása miatt. David Lee Wilson újságírónak adott interjújában Bain-t megdöbbentette Appice távozása, aki a Ronnie James Dioval felálló Black Sabbathban folytatta tovább (Heaven and Hell néven).
Ezt követően a "Hollywood Allstarz" supergrouphoz csatlakozott, amelyben az 1980-as évek ismert zenészei játszották korábbi slágereiket. Részt vettek benne a Giuffria, a Quiet Riot és a Lynch Mob korábbi tagjai egyaránt. Újabb szünet után 2012-ben csatlakozott a Last in Line együtteshez, amelyben Ronnie James Dio kivételével az eredeti Dio felállás tagjai jöttek össze. Bain, Appice és Campbell mellett Andrew Freeman lett az énekes az egykori Ronnie James Dio helyén. Eleinte csak koncerteket adtak a korai Dio-éra klasszikus dalaival, de az együtt zenélés olyan jól sikerült hogy 2016-ban egy Heavy Crown című lemezt is kiadtak saját dalokkal. Az album felvételei alatt Bain már rákban szenvedett, és a rehabilitációja során csak napi 10 órára hagyhatta el a kórházat, hogy fel tudja játszani a részeit. 2016. január 23-án még a Heavy Crown album megjelenése előtt tüdőrákban hunyt el. Halála napján a Def Leppard "Hysteria on the High Seas" hajójának a kabinjában tartózkodott. A Last In Line is fellépett a hajón, de az utolsó koncertek már nem mentek gördülékenyen. Zenekari társai tudatták a közönséggel, hogy Bain betegségben szenved. Baint nem diagnosztizálták rákban, és csak a tüdőgyulladásáról volt tudomása. Holttestét a Forest Lawn Memorial Parkban (Hollywood Hills) helyezték végső nyugalomra, ugyan oda ahol Ronnie James Dio sírja is található. Halálhírét a világhálón közölte régi dobos barátja Simon Wright. Halála megrázta rajongóit és zenésztársait. Campbell elmondása szerint a mi életünk is sokkal gazdagabb volt, hogy ismerhettük ezt a rendkívül kedves, jószívű és nagylelkű embert. Folytatni fogjuk, hogy a zenéje által ünnepeljük meg az életét. Ronnie James Dio özvegye és volt menedzsere Wendy Dio is "teljes sokkban" volt a hír hallatán: Jimmy nemcsak a legnagyobb zenészek egyike volt, de kedves, boldog, imádnivaló személyiség is. Soha nem lesz hozzá hasonló, és egy nagyon közeli barátomat veszítettem el.
Élete során többször is komoly alkohol- és drogproblémákkal küzdött. 1979-ben vette feleségül Lady Sophia Crichton-Stewart-ot. 1981-ben született meg lányuk Samantha Ella Bain. Róla írta "Samantha" című dalát Phil Lynott és John Sykes.

## Diszkográfia

### Rainbow
- Rising (1976)
- On Stage (1977)
- Live in Germany (1990, felvételek 1976. szeptember)

### Mike Montgomery
- Solo (1976)

### David Kubinec
- Some Things Never Change (1978)

### Thin Lizzy
- Black Rose: A Rock Legend (1979)

### Phil Lynott
- Solo in Soho (1980)
- The Philip Lynott Album (1982)

### Wild Horses
- Wild Horses (1980)
- Stand Your Ground (1981)

### Gary Moore
- Dirty Fingers (1983)

### Dio
- Holy Diver (1983)
- The Last in Line (1984)
- Sacred Heart (1985)
- Intermission (1986)
- Dream Evil (1987)
- Magica (2000)
- Killing the Dragon (2002)

### World War III
- World War III (1991)

### 3 Legged Dogg
- Frozen Summer (2006)

### Last in Line
- Heavy Crown (2016)